# 北海道道999号美利河二股自然休養村線
北海道道999号美利河二股自然休養村線（ほっかいどうどう999ごう ぴりかふたまたしぜんきゅうようむらせん）は、北海道今金町の美利河二股自然休養村から同町字美利河に至る一般道道である。
なお奥美利河温泉へ行く唯一の道路である道道999号は、冬期通行止である。このため奥美利河温泉は5月から10月末までの営業となる。（現在長期休業中）

## 概要

### 路線データ
- 起点 : 北海道瀬棚郡今金町字美利河（美利河別川上流奥美利河温泉横駐車場）
- 終点 : 北海道瀬棚郡今金町字美利河（国道230号交点）
- 総延長：8.942 km
- 実延長：8.915 km
- 重用延長：0.027 km

## 歴史
- 1982年（昭和57年）3月31日 - 路線認定[1]。

## 路線状況

### 冬期交通規制（通行止め）
- 今金町字美利河国有林289林班地線 - 今金町字美利河340-1（下美利河ゲート）
区間延長：6.3 km

### 道路施設

#### 主な橋梁
- イコイバシ（30 m、ピリカベツ川、今金町美利河）
- 上美利河別橋（25 m、ピリカベツ川、今金町美利河）
- 中美利河別橋（33 m、ピリカベツ川、今金町美利河）
- 下美利河別橋（33 m、ピリカベツ川、今金町美利河）

## 地理

### 通過する自治体
- 檜山振興局
  - 瀬棚郡 今金町

### 交差する道路
今金町
- 国道230号 - 字美利河

### 沿線にある施設など
今金町
- 奥美利河温泉 ※長期休業中
- ピリカ遺跡
- ピリカ旧石器文化館
- 美利河ダム